# Чичкан Федір Іванович
Федір Іванович Чичкан (13 жовтня 1918 — 29 вересня 1956) — радянський військовик часів Другої світової війни, підполковник. Герой Радянського Союзу (1943).

## Життєпис
Народився в селищі шахти імені Румянцева, нині — в межах міста Горлівка Донецької області. Закінчив два курси гірничого технікуму.
У лавах РСЧА з 1936 року. У 1939 році закінчив Томське артилерійське училище. Брав участь в радянсько-фінській війні 1939—1940 років. Член ВКП(б) з 1940 року.
Учасник німецько-радянської війни з червня 1941 року, воював на Брянському, Центральному і 1-му Українському фронтах: командир 1-го дивізіону 425-го артилерійського полку, командир 6-го артилерійського полку, командир 821-го артилерійського полку.
Особливо майор Ф. І. Чичкан відзначився при форсуванні річки Дніпро: наприкінці вересня 1943 року 821-й артилерійський полк під його командуванням форсував річку Дніпро у селища Комарин Гомельської області (Білорусь) й, здолавши шалений спротив супротивника, вміло організував оборону захопленого плацдарму на правому березі, тим самим забезпечивши успішне форсування річки іншими частинами дивізії.
Після закінчення війни продовжив військову службу: викладав у Московському піхотному училищі імені ВР РРФСР, працював в управлінні кадрів артилерії Центральної групи військ (Австрія). Останнє місце служби — селище Кушка, нині — місто Серхетабат Марийського велаяту Туркменістану, де і помер. Похований біля Меморіалу бойової і трудової слави.

## Нагороди
Указом Президії Верховної Ради СРСР від 16 жовтня 1943 року «за успішне форсування річки Дніпро північніше Києва, міцне закріплення плацдарму на західному березі річки Дніпро та виявлені при цьому відвагу і героїзм» майору Чичкану Федору Івановичу присвоєне звання Героя Радянського Союзу з врученням ордена Леніна і медалі «Золота Зірка» (№ 2458).
Також нагороджений орденами Червоного Прапора (14.07.1943), Суворова 3-го ступеня (16.09.1943), двома Червоної Зірки (15.08.1942, 05.11.1954) і медалями, в тому числі «За бойові заслуги» (30.04.1947).